# Valparaiso (Nebraska)
Valparaíso es una villa ubicada en el condado de Saunders en el estado estadounidense de Nebraska. En el Censo de 2010 tenía una población de 570 habitantes y una densidad poblacional de 390,9 personas por km².

## Geografía
Valparaíso se encuentra ubicada en las coordenadas 41°4′48″N 96°50′1″O / 41.08000, -96.83361. Según la Oficina del Censo de los Estados Unidos, Valparaíso tiene una superficie total de 1.46 km², de la cual 1.46 km² corresponden a tierra firme y (0%) 0 km² es agua.

## Demografía
Según el censo de 2010, había 570 personas residiendo en Valparaíso. La densidad de población era de 390,9 hab./km². De los 570 habitantes, Valparaíso estaba compuesto por el 97.72% blancos, el 0% eran afroamericanos, el 0.18% eran amerindios, el 0.35% eran asiáticos, el 0% eran isleños del Pacífico, el 0.35% eran de otras razas y el 1.4% pertenecían a dos o más razas. Del total de la población el 1.23% eran hispanos o latinos de cualquier raza.